# (4631) Yabu
(4631) Yabu est un astéroïde de la ceinture principale.

## Description
(4631) Yabu est un astéroïde de la ceinture principale. Il fut découvert le 22 novembre 1987 à Kushiro par Seiji Ueda et Hiroshi Kaneda. Il présente une orbite caractérisée par un demi-grand axe de 2,23 UA, une excentricité de 0,12 et une inclinaison de 7,4° par rapport à l'écliptique.

## Compléments